# Guayaki (langue)
Cet article concerne la langue guayakí. Pour le peuple guayakí, voir Guayaki.
Pour les articles homonymes, voir guq et aché.
Le guayakí (ou aché) est une langue tupi-guarani parlée par les Guayaki, au Paraguay, dans les départements de l'Alto Paraná, de Caaguazú, Caazapá et de Canindeyú.